# Kumla kyrka, Närke

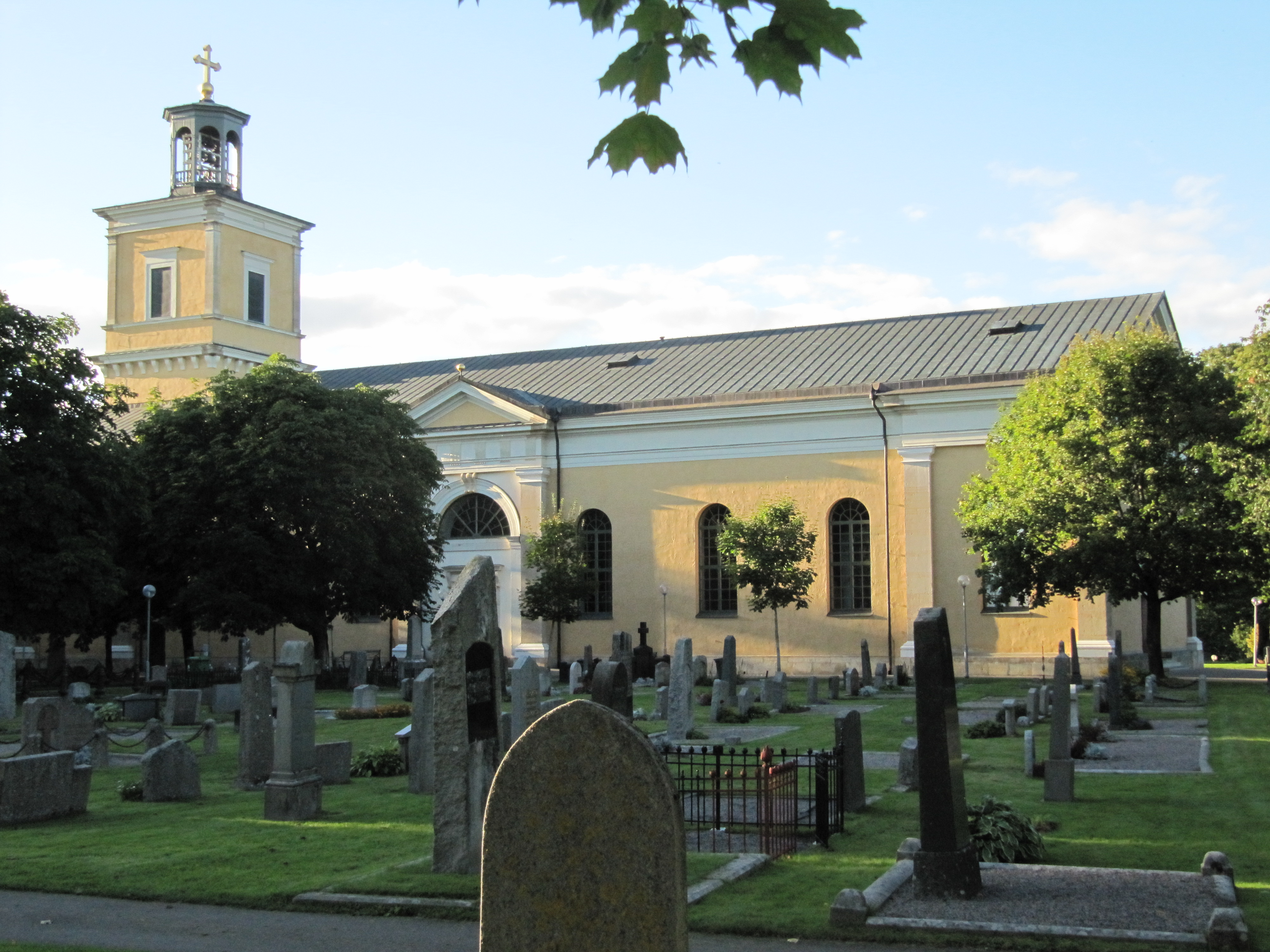
Kyrkan från sydost

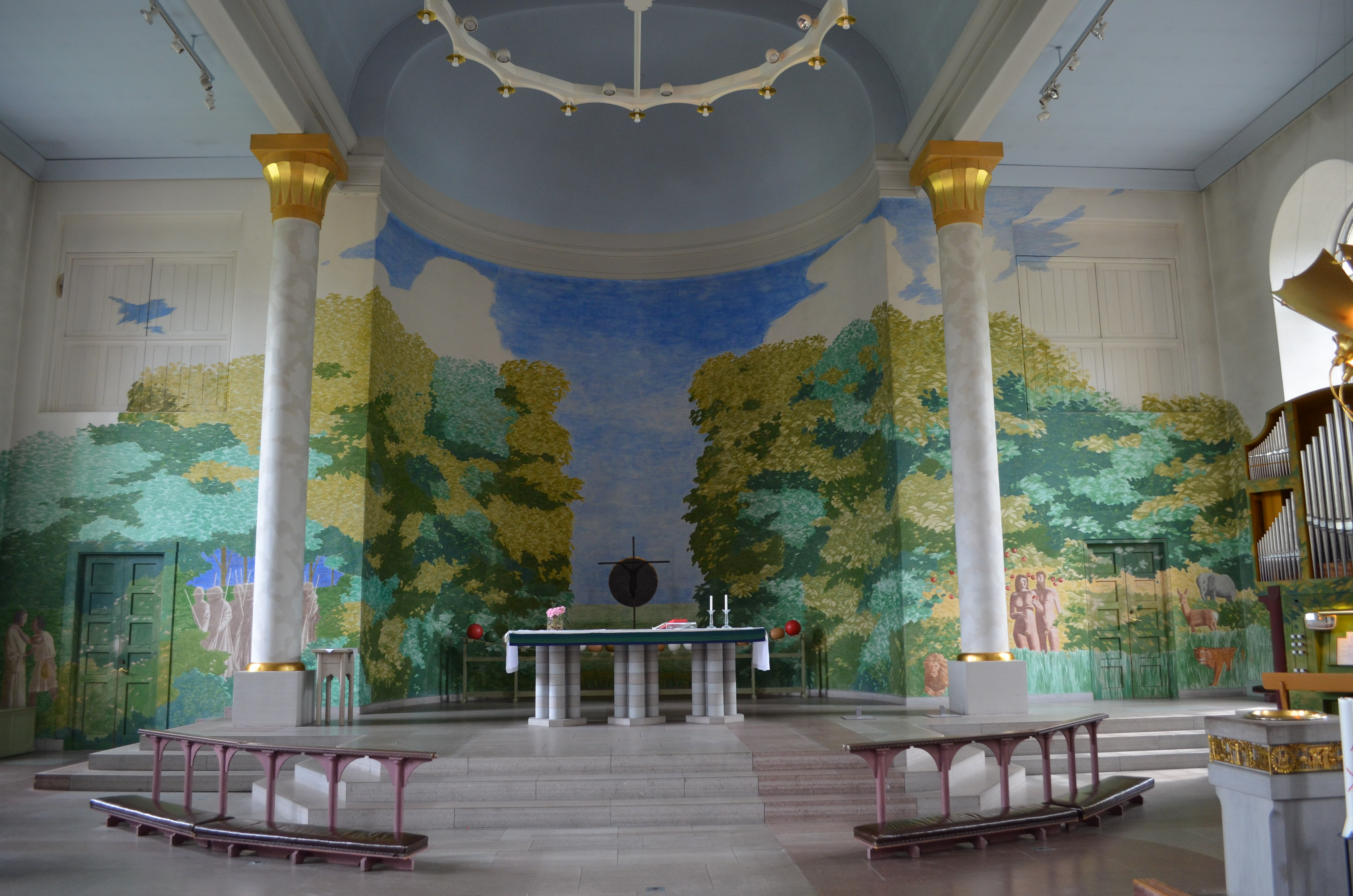
Kumla kyrkas kor med kor orgel och dopfunt t.h. Predikstolen är placerad t.v., utanför bilden

Kumla kyrka är en kyrkobyggnad i Kumla i Strängnäs stift. Den är församlingskyrka i Kumla församling.

## Kyrkobyggnaden

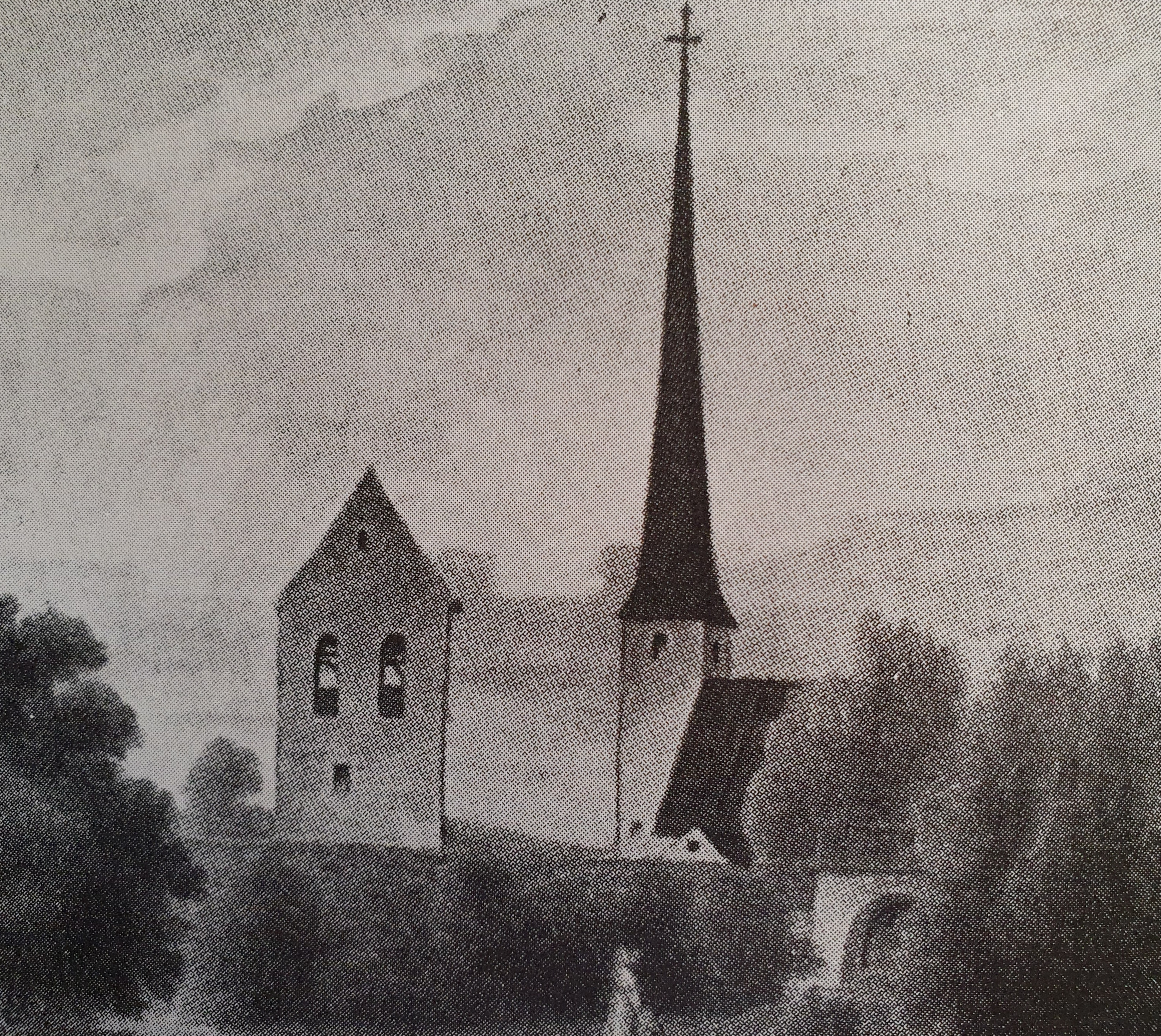
Kumla gamla kyrka, riven 1828.

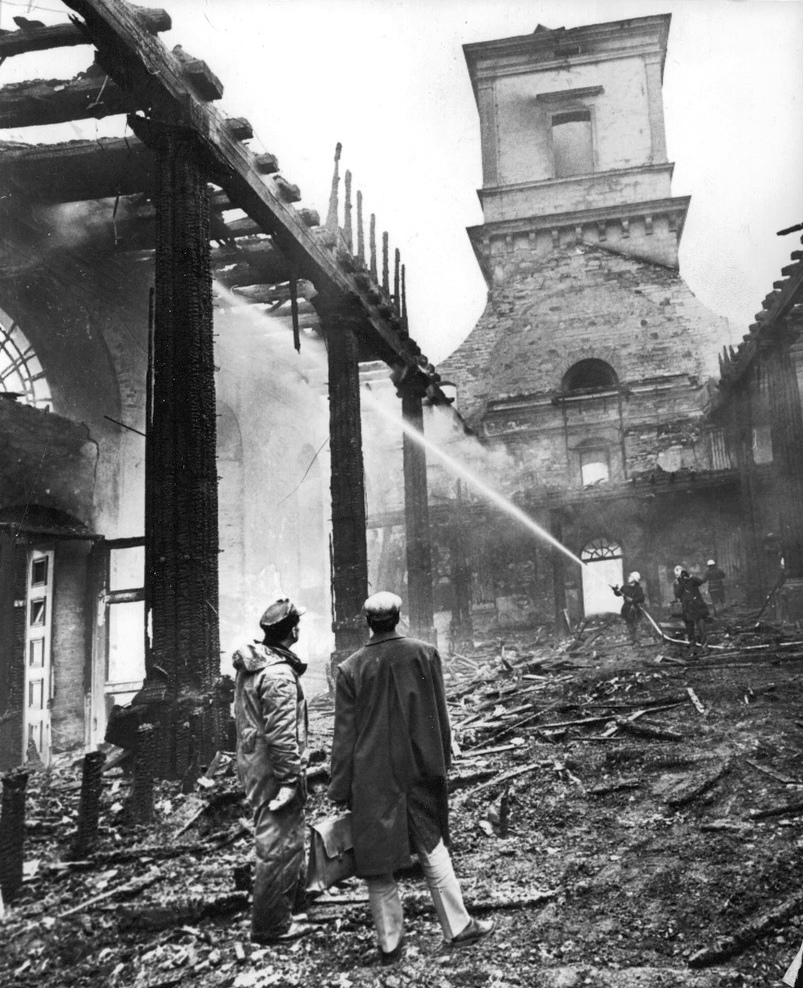
Kyrkan dagen efter branden 1968

På 1100-talet uppfördes en stenkyrka i romansk stil och försågs med torn i väster. Under 1200-talet genomfördes stora ombyggnader då kyrkan blev en salkyrka och försågs med stora korsarmar i västra delen. Några århundraden senare breddades kyrkan mot söder och blev tvåskeppig. Kyrkan hade fram till 1829 ett klocktorn, som var en medeltida kastal, och var omgiven av en stenmur.
Den medeltida kyrkan revs 1828 inför bygget av en ny kyrka i nyklassicistisk stil. Under de år som kyrkobygget pågick, 1828–1834, förrättades gudstjänsterna i "salpeterboden", som 1942 införlivades med den nya kyrkogården. 6 november 1829 lades grundstenen till en ny kyrka som togs i bruk julen 1834 och invigdes 6 september 1835. Arkitekt var Per Axel Nyström och kyrkan ansågs vara hans främsta verk. I samband med restaurering 1902–1903 fick kyrkan ny orgel och nya bänkar, nya fönster, en värmeanläggning och ny målning på altarsatsen, varefter kyrkan återinvigdes 8 februari 1903. Ett församlingsrum uppfördes intill vapenhuset, vilket dock togs bort i samband med en ny renovering 1935. Kyrkan eldhärjades 1968 genom en anlagd brand efter vilken bara murarna återstod. Kyrkan återuppbyggdes åren 1971-1972. Arkitekt var Jerk Alton. Exteriören blev samma som före branden medan interiören fick en ny utformning. Invigningen skedde den första söndagen i advent av biskop Åke Kastlund.
I kyrkans torn finns ett mindre museum bestående av två rum. Det första rummet innehåller bilder av föremål som funnits i den medeltida kyrkan och det andra är ägnat åt föremål som fanns i den eldhärjade 1800-talskyrkan.
I tornet hänger tre klockor som tillsammans väger 3350 kg. I tornets lanternin finns ett klockspel med 24 klockor.
På kyrkogården sydost om kyrkan finns Franzéns grotta. Där finns ett minnesmärke över Frans Michael Franzén som var kyrkoherde i Kumla åren 1810-1824. Många av hans psalmer lär ha diktats just på denna plats. Franzén blev sedermera biskop i Härnösand. Han var en ivrig motståndare till att den medeltida kyrkan skulle rivas.

## Interiör och inventarier
Arkitekten Jerk Alton ville att "kyrkan skall tala Kristi ord även när kyrkorummet står tyst" och att kyrkan ska fungera vare sig gudstjänstdeltagarna är fåtaliga eller många. 
- Alfrescomålningar utförda av Pär Andersson, som har dekorerat kyrkan som ett landskap, där man är både åskådare och deltagare, med motiv ur de bibliska trädgårdarna Getsemane och Edens lustgård.
- Väntrummet är smyckat med en bonad av Birgitta Hagnell Lindén.
- I koret finns ett lidandekrucifix, utfört av Birger Boman, vilket förbinder de två trädgårdarna - den av lidande i Getsemane och den Paradisiska. Han har också utfört duvan ovanför predikstolen, som symboliserar Den Helige Ande.
- Ett triumfkrucifix finns i kyrkans mittgång, vilket visar den uppståndne Kristus - Konungen - segraren över ondska och död. Det är snidat av Harry Svensson.
- Dopfunten av kalksten är utförd av Roland Eckerwall och omges av en utsmyckning i förgyllt smide med bibliska scener.
- Mattan framför altaret i röllakansteknik är komponerad och utförd av Gunnar och Britta Haking och ska föreställa strömmar av levande vatten.

## Orgel
- År 1472 byggdes en orgel till kyrkan.
- År 1682 byggde Olof Jonae en orgel med 9 stämmor. Orgeln var omkring år 1773 förlorad.[3]
- År 1842 byggde Pehr Gullbergsson från Lillkyrka en orgel.
- År 1844 byggdes Gullbergsons orgel om av Per Zacharias Strand från Stockholm till 20 stämmor fördelade på två manualer och pedal. 1888 reparerades den av E. A. Setterquist & Son som bytte ut någon stämma i oktava 4' i nedre manualen och justerade pipor och verk till bättre ljud.[4]
- År 1903 byggde E. A. Setterquist & Son från Örebro en orgel med 20 stämmor fördelade på två manualer och pedal.
- År 1959 byggde Paul Ott, Göttingen, Tyskland en orgel med 40 stämmor fördelade på tre manualer och pedal. Orgeln förstördes i kyrkans brand 1968.
- År 1975 byggdes nuvarande orgel av av Paul Ott från Göttingen i Tyskland. Orgeln har mekanisk traktur och elektrisk registratur. Den finns även sex fria kombinationer.

| Ryggpositiv I  | Huvudverk II    | Svällverk III     | Pedal           | Koppel |
| Gedackt 8´     | Pommer 16´      | Principal 8´      | Principal 16'   | I/P    |
| Quintadena 8´  | Principal 8´    | Rörflöjt 8´       | Subbas 16'      | II/P   |
| Principal 4´   | Träflöjt 8´     | Spetsgamba 8´     | Oktavbas 8'     | III/P  |
| Koppelflöjt 4´ | Oktava 4'       | Voix Céleste 8´   | Gemshorn 8'     | I/II   |
| Oktava 2'      | Gedacktflöjt 4' | Oktava 4´         | Oktava 4'       | III/II |
| Quinta 1 1/3'  | Oktava 2'       | Traversflöjt 4'   | Nachthorn 2'    |        |
| Scharf II-IV   | Kornett IV      | Nasat 2 2/3'      | Rauschpfeife II |        |
| Krumhorn 8'    | Mixtur V-VI     | Gemshorn 2'       | Mixtur V        |        |
| Tremulant      | Scharf II-III   | Ters 1 3/5'       | Basun 16'       |        |
|                | Trumpet 8'      | Quinta 1 1/3'     | Trumpet 8'      |        |
|                |                 | Mixtur V-VII      | Skalmeja 4'     |        |
|                |                 | Zimbel III        |                 |        |
|                |                 | Fagott 16'        |                 |        |
|                |                 | Oboe 8'           |                 |        |
|                |                 | Clarino 4'        |                 |        |
|                |                 | Tremulant         |                 |        |
|                |                 | Crescendosvällare |                 |        |

### Kororgel
- År 1958 byggde Paul Ott en orgel med 9 stämmor. Den förstördes när kyrkan brann 1968.
- År 1972 byggdes nuvarande kororgel av Walter Thür Orgelbyggen AB från Torshälla. Orgeln är mekanisk. Utöver dess egna stämmor och kombinationer är den även kopplad till läktarorgeln och kan nyttja alla dess stämmor och kombinationer.

| Huvudverk I  | Svällverk II      | Pedal      | Koppel |
| Rörflöjt 8´  | Gedackt 8´        | Subbas 16´ | I/P    |
| Principal 4´ | Spetsflöjt 4´     | Gedackt 8´ | II/P   |
| Waldflöjt 2´ | Principal 2´      |            | II/I   |
| Mixtur IV    | Nasat 1 1/3'      |            |        |
| Dulcian 8'   | Sesquialtera II   |            |        |
| Tremulant    | Cymbel II         |            |        |
|              | Tremulant         |            |        |
|              | Crescendosvällare |            |        |

### Webbkällor
- Svenska kyrkan i Kumla informerar
- Mer information från Svenska kyrkan i Kumla
- Kyrkan brinner! Rapport från Riksantikvarieämbetet 2004:2
- Strängnäs stift